# Heavenstamp
Heavenstamp（ヘブンスタンプ）は、日本のインディー・ロック・デュオ（2025年7月からトリオで活動）。2009年結成。2011年、「Stand by you-E.P.+REMIXES」でメジャー・デビュー。2014年よりSuperflyや大原櫻子などへの楽曲・歌詞提供も行っている。

## メンバー
Sally#Cinnamon
ボーカル、ギター 、ベース、主に作詞担当。
最初はスピッツや椎名林檎を聴き始め、そこからレディオヘッドなどの洋楽の方に向かった。Heavenstampでは色々なジャンルの音楽から様々な要素を採り入れて、それをどう表現していくかを考えている。J-WAVEで番組を持っていたが、イギリス、アメリカのインディー・ロックを中心に世界中の幅広い音楽を選曲しており、自身がいち音楽ファンであると公言していた。作詞家として多数のアーティストに歌詞提供も行なっている。
当初ギター&ボーカルであったが、2023年からベース&ボーカルに。
Tomoya.S
ギター、コーラス、主に作曲担当。僅かながらメインボーカルの曲もある。
バンドの発起人&リーダーであり、ほぼすべての作曲を手がける。
幼少期にクラシックを聴き感動し、小・中学生の時期に、ビートルズの「マジカル・ミステリー・ツアー」に、アルバムとして最初の衝撃を受けた。レディオヘッド、ザ・ストーン・ローゼズ、マイ・ブラッディ・ヴァレンタイン、スーパー・ファーリー・アニマルズ、オアシス、ブラーなどに影響を受けた。
結成前にやっていたバンドではボーカルで、そこでは元ベースのShikichinがギターを担当していた。作詞・作曲・編曲家・プロデューサーとしてSuperflyなどに楽曲提供も行なっている。
Miki（大竹美希）
ドラムス担当。
6歳の時に2人の姉がギター、ベースを弾いていて一緒に何かしたくてドラムを始める。
ソロアーティストやサポートとして音楽活動している中、2024年夏に別のアーティスト（Fluffy）のレコーディングのスタジオで作曲・プロデュースに関わっていたTomoya.Sと出会ったのをきっかけに、2025年7月にバンドに加入。

### 元メンバー
Shikichin
ベース担当。
2012年2月、バンド活動における世界観や価値観の相違を理由に脱退を発表。
Mika
ドラムス担当。
2013年4月、脱退を発表。前年末より腰の不調のため休養していたが回復が見込めず、それまでのように楽曲制作やライブ活動を行うのは難しいとの判断による。

### 共同作業者・プロデューサー
Russell Lissack
英国ブロック・パーティのギタリスト。Heavenstampデビュー以降多くの楽曲でJamie Ellisと共にCoPilotsとして共同プロデュースを行っており、ギターも弾いている。サポートギタリストとしてライブにも参加する。1stシングル「Stand by you」収録曲「Pops」はTomoya.Sとの共作。
TOMATO
ロンドンを拠点に活動する1990年代を象徴するクリエイター集団で、エレクトロデュオ「Underworld」のメンバーが在籍。ミニアルバム『Waterfall-E.P.+REMIXES』で楽曲のリミックスのほか、ミュージック・ビデオとジャケット・アートのプロデュースも担当。

## 概要
ギター・ロックやシューゲイザー、ダンス・ミュージックを融合したサウンドが特徴の女性ボーカル・バンド。
バンド結成時には、すでに男女混合のバンドにすることと、ギターロック、パンク・ロック、ディスコ、シューゲイザーの要素を取り入れたサウンドというヴィジョンは固まっていた。結成時のフロントの3人は、ロックだけでなくダンス・ミュージックも好きなので、ケミカル・ブラザーズやアンダーワールド、ジャスティス、フランツ・フェルディナンドなどのように、ダンスとロックの融合ができればと思っていた。
バンド名は、『天国のダンス・ミュージック』というような意味の造語。「stamp」は「足踏み」や「足音」という意味なので、『天使が天国で踊っててその音が響いてくる』というイメージでつけた。実は、結成当初のバンド名であったDEATHSTARの言葉の意味の逆転にもなっていて、「DEATH」と「天国」、「星」と「地面」というイメージが表裏一体になっていて、それが自分たちのシンフォニックなダンス・ミュージックにぴったりハマると思ってつけた。
公式ファンコミュニティは「Heavenstamp Official Fan Community」。

## 来歴
2008年のフジロックフェスティバルのマイ・ブラッディ・ヴァレンタインのライブを見て衝撃を受けたTomoya.Sが、同じバンドでギターを弾いていたShikichinと、それまでそれぞれ別のバンドで活動していたSally#CinnamonとMikaとともに2009年にHeavenstampを結成。最初の半年は主に土台作りのような期間で、2月に1回目のライブをやった後は、レコーディングしてデモ音源を用意し、Myspaceを作るという作業を最優先でやったので、結局、ライブは3回しかやらなかった。バンドの名前を不特定多数の人々に広めるためであった（メンバー脱退を経て、2014年以降Sally#CinnamonとTomoya.Sによる二人組として活動している）。
2010年12月、初のCD作品「Hype -E.P.+REMIXES」をインディーレーベルGoldtone Redordsからリリース。ブロック・パーティのラッセル・リサックがリミックスで参加し、音楽業界の注目を集める。
2011年1月、フレンチ・ロックバンドJAMAICAと東阪でライブを行う。同年、ワーナーミュージック・ジャパンと契約、5月に「Stand by you - E.P.+REMIXES」でメジャー・デビュー。80KIDZ、Bloc Party vs CoPilots、Pepe Californiaがリミックスで参加。デビュー記念ライブをShibuya duo MUSIC EXCHANGEで、ラッセル・リサックを加えた5人編成にて行う。10月に「Waterfall E.P.+REMIXES」をリリース。MVと全曲のリミックスをロンドンのアート集団tomatoが制作。その際、MV撮影のため訪れていたロンドンでの初ライブを行う。
2012年3月に「Decadence E.P.+REMIXES」リリース。Animal Collective、zAk、DJ Uppercutがリミックスで参加。7月、バンドのセルフタイトルの1stフルアルバム「HEAVENSTAMP」をリリース。
2014年7月にミニアルバム「Romantic Apartment」リリース。Ba.Tokie、Dr.Maseeetaと共に制作された。同月に行われたJOIN ALIVE 2014には「Heavenstamp with SPEEDER-X」としてBa.KenKen、Dr.中村達也と共に出演した。11月、Tomoya.SがSuperfly「愛をからだに吹き込んで」（ドラマ・ドクターXシーズン3主題歌）を越智志帆と共同作曲、同時期よりSuperflyバンドのギタリストとして多数TV音楽番組に出演している。
2015年5月にリリースされたSuperflyの5thアルバム「WHITE」に、Sally#Cinnamonが「脱獄の季節」「極彩色ハートビート」への歌詞提供、Tomoya.Sが「色を剥がして」「愛をからだに吹き込んで」「Space」への歌詞・楽曲提供を行う。7月リリースのSuperflyのシングル「On Your Side」収録曲「Triccawicca」、12月リリースのシングル「黒い雫」収録曲「新世界へ」（エアアジアCM曲）に、Sally#Cinnamonが歌詞提供を行う。
2016年4月に「Stand by you-80KIDZ remix, Decadence-Animal Collective remix」アナログ7incでリリース。9月リリースのSuperflyのシングル「Good-bye」（映画・闇金ウシジマくん ザ・ファイナル主題歌）、11月リリースのシングル「99」（ドラマ・ドクターX シーズン4主題歌）に、Tomoya.Sが楽曲提供を行う。
2017年5月に2ndアルバム「天国印鑑を聴きなさい」をリリース。M7「Around the World」にラッセル・リサックがギターで参加。
2018年5月に配信シングル「L・O・V・Eじゃない?」をリリース。6月にTomoya.SがSuperflyのシングル「Bloom」収録曲「ユニゾン」（ドラマ・ドクターX シーズン5主題歌）を楽曲提供、Sally#Cinnamonが大原櫻子のアルバム「Enjoy」収録曲「energy」、「Close to You」、「Joy & Joy」に歌詞提供を行う。
2019年5月に3rdアルバム「Love Builders」をリリース。
2021年2月に4thアルバム「From the Basement」をリリース。11月に10周年記念ライブツアー「Tour 2021 Ten Years」を東名阪3都市で開催。
2023年からライブ活動を再開し、Sally#Cinnamonはギターからベースにスイッチ。2人編成からサポートドラム（SHOZO）やキーボード（Sam Pomanti）を加えた4人編成でのライブやシングル4曲リリースなど、精力的に活動。
2024年9月に5thアルバム「Make Lemonade」をリリース。また同月に初の中国ツアーを敢行し、サポートメンバのキーボーディスト（Sam Pomanti）とドラマー（イトマン）との4人のバンド編成で、ライブハウス4箇所（ワンマン又はメイン）とフェス1回（ヘッドライナー）を回る。さらに年末にも中国アコースティックツアー。
その他にも他のアーティストのプロデュースや楽曲提供など引き続き活発に活動。
2025年4月にはバラエティ豊かなE.P.「Make Lemon Sour」をリリース。6月にはデビュー15年も記念して中国13か所のライブツアーを実施。7月にドラマーMikiが新メンバーとして加入してトリオ編成の新生Heavenstampとして活動開始。8月には新生3人編成でに初のライブを中国ツアー追加公演にて3都市で開催。
引き続き活発に音楽活動中。

## ディスコグラフィー

### 配信限定シングル
| 発売日         | タイトル                                    | レーベル                       | 収録作品                    |
| -------------- | ------------------------------------------- | ------------------------------ | --------------------------- |
| 2010年11月03日 | Hype                                        | Goldtone Records               | Hype - E.P. + REMIXES       |
| 2011年02月23日 | Stand by you - 80KIDZ remix                 | Goldtone Records               | Stand by you - E.P.+REMIXES |
| 2012年05月30日 | Magic                                       | ワーナーミュージック・ジャパン | HEAVENSTAMP                 |
| 2018年05月16日 | L・O・V・Eじゃない？                        | TENGOKU RECORDS                | Love Builders               |
| 2021年01月04日 | 新しいフォルダ / Heavenstamp×ハハノシキュウ | TENGOKU RECORDS                | 配信リリース                |
| 2022年05月27日 | No, Thank U                                 | TENGOKU RECORDS                | Make Lemonade               |
| 2023年05月26日 | アネスシージア                              | TENGOKU RECORDS                | Make Lemonade               |
| 2023年07月21日 | トライアングル                              | TENGOKU RECORDS                | Make Lemonade               |
| 2023年09月29日 | Iris                                        | TENGOKU RECORDS                | Make Lemonade               |
| 2023年11月29日 | 夜ノマニマニ                                | TENGOKU RECORDS                | Make Lemonade               |
| 2024年03月13日 | イースターエッグ                            | TENGOKU RECORDS                | Make Lemonade               |
| 2024年07月10日 | Lovely Time                                 | TENGOKU RECORDS                | Make Lemonade               |
| 2024年08月07日 | 幻だった                                    | TENGOKU RECORDS                | Make Lemonade               |
| 2024年11月20日 | Lost                                        | TENGOKU RECORDS                | Make Lemon Sour             |
| 2025年02月19日 | 北極星                                      | TENGOKU RECORDS                | Make Lemon Sour             |
| 2025年07月02日 | 秘密基地                                    | TENGOKU RECORDS                | 配信リリース                |

## ミュージック・ビデオ
| 監督                                | 曲名                                                 |
| ----------------------------------- | ---------------------------------------------------- |
| 久保洋祐                            | 「Decadence-Animal Collective remix」                |
| 斎藤渉                              | 「Hype」「Morning glow」「Stand by you」「Wake up」  |
| Simon Taylor                        | 「Waterfall」                                        |
| Simon Taylor / Dylan Kendle(tomato) | 「Waterfall / tomato remix」                         |
| 志賀匠                              | 「Decadence」                                        |
| 立岡未来                            | 「Decadence-Animal Collective remix」                |
| 田辺秀伸                            | 「Magic」                                            |
| Koji Nishida                        | 「秘密の花園」                                       |
| 不明                                | 「Stand by you -80KIDZ remix」「Dreaming about you」 |
| kuniaki mine                        | 「Around the World」                                 |
| kuniaki mine                        | 「愛を込めて、ウェンディ」                           |
| kuniaki mine                        | 「カフェモカ（Latifa）」                             |
| Heavenstamp                         | 「新しいフォルダ / Heavenstamp×ハハノシキュウ」      |
| Heavenstamp                         | 「No, Thank U」                                      |
| Heavenstamp                         | 「アネスシージア」                                   |
| Heavenstamp                         | 「トライアングル」                                   |
| Heavenstamp                         | 「Iris」                                             |
| Heavenstamp                         | 「夜ノマニマニ」                                     |
| Heavenstamp                         | 「イースターエッグ」                                 |
| Heavenstamp                         | 「Lovery Time」                                      |
| Heavenstamp                         | 「幻だった」                                         |
| Heavenstamp                         | 「Lost」                                             |
| Heavenstamp                         | 「北極星」                                           |
| Heavenstamp                         | 「Underwater」                                       |
| Heavenstamp                         | 「秘密基地」                                         |

## タイアップ
| 使用年 | 曲名      | タイアップ                                          |
| ------ | --------- | --------------------------------------------------- |
| 2012年 | Decadence | TBS系『COUNT DOWN TV』2012年4月度エンディングテーマ |

## LIVE

### 1st oneman tour 2011 'Killer Killer'
- 12月14日（wed）仙台 enn 2nd
- 12月16日（fri）札幌 COLONY
- 12月20日（tue）大阪・梅田Shangli-La
- 12月22日（thu）名古屋 ell.FITS ALL
- 12月23日（fri）福岡ビブレホール
- 12月26日（mon）東京・渋谷WWW

### 2nd oneman tour 2012“マジカル・ミスサリー・ツアー”」
- 9月23日（sun）札幌COLONY
- 9月29日（sat）仙台LIVE HOUSE enn 2nd
- 10月06日（sat）福岡DRUM SON
- 10月12日（fri）名古屋CLUB QUATTRO
- 10月13日（sat）梅田CLUB QUATTRO
- 10月24日（wed）渋谷CLUB QUATTRO

### その他ワンマン・主催イベント
- 2010年12月09日 - "Hype – E.P.+REMIXES"Release Party
- 2014年08月06日 - Heavenstamp Romantic Apartment Release Party @ 渋谷eggman
- 2014年08月27日〜09月17日 - Heavenstamp Romantic Apartment Release Tour - guest - シシドカフカ
- 2016年04月15日 - Heavenstamp ONEMAN LIVE 2016 @ 渋谷WWW
- 2017年07月24日 - L・O・V・Eじゃない？リリースのうたげ @ 代官山LOOP
- 2018年09月21日〜28日 - CLUB POLYPHOLIC 2018 - guest - Hello Sleepwalkers
- 2021年11月11/12/18日 - Tour 2021 Ten Years @ CLUB UPSET/NOON+CAFE/SPACE ODD
- 2023年01月09日 - Heavenstamp pre. MAKE LEMONADE VOL.1 - guest - GOTOxOHTAKEKOHHAN @ Shibuya LUSH
- 2023年02月23日 - Heavenstmp pre. MAKE LEMONADE VOL.2 - guest - ハハノシキュウバンドセット @ Shibuya LUSH
- 2023年08月04日 - Heavenstamp pre. MAKE LEMONADE VOL.3〜Release Party〜 - guest - Living Rita @ Shibuya Eggman
- 2023年10月17/18/23日 - Heavenstamp × DURAN 東名阪 Split tour 2023 @ 名古屋CLUB UPSET/大阪NOON＋CAFE/Shibuya Eggman
- 2023年12月16日 - Heavenstamp One-Man Live 2023 @ Shibuya Eggman
- 2023年03月22日 - Heavenstamp(アコースティックセットandエレキセット) @ 大阪NOON＋CAFE
- 2024年04月20/21/26日 - Heavenstamp / DURAN / Eden in Leden(from Czech Republic) Split tour 2024 @ 大阪NOON+CAFE/名古屋CLUB UPSET/Shibuya Eggman
- 2024年09月04日 - “Make Lemonade” release party ( Heavenstamp / アツムワンダフル(DJ) ) @ Shibuya LUSH
- 2024年09月15/16/17/19/20日 - WUTANG RECORDS PRESENTS Heavenstamp2024中国ツアー

09/15 広州 SD LIVEHOUSE
09/16 佛山 RIVER MAP INDOOR MUSIC FESTIVAL
09/17 深圳 BO LIVE
09/19 南京 1701 LIVEHOUSE
09/20 上海 育音堂音乐公园
- 2024年12月24/25/27/29/30/31日 - WUTANG RECORDS PRESENTS Heavenstamp 2024中国アコースティックツアー

12/24 杭州 MAO LIVEHOUSE
12/25 上海 新歌空间
12/27 南京 R32
12/29 武汉 VOX LIVEHOUSE
12/30 广州 SD LIVEHOUSE
( 12/31 深圳 BO LIVE ) 中止
2025/01/01 上海 育音堂音乐公园 ( as Cinnamonz!! ）
- 2025年05月09日 - Heavenstamp presents “Make Lemon Sour” release party @ Shibuya LUSH
- 2025年06月07-21日 - Heavenstampデビュー15周年中国ツアー2025

06月07日 北京　北京 彊進酒・OMNI SPACE with LOFT BEACH
06月08日 成都　NUSPACE
06月09日 重慶　VOX LIVEHOUSE
06月10日 福州　唯美客 MAKERLIVE（i33）
06月11日 廈門　REAL LIVE & BOOKS
06月13日 廣州　SD LIVEHOUSE
06月14日 深圳　HOU LIVE（下沙店）
06月15日 珠海　樂坊LIVEHOUSE
06月16日 武漢　VOX LIVEHOUSE
06月17日 南京　1701 LIVEHOUSE
06月19日 寧波　燈塔UPARK with 動物園釘子戸
06月20日 上海　新歌空間 with Jupiter
06月21日 杭州　酒球會 with LOFT BEACH
- 2025年08月08-10日 - Heavenstamp15周年中国ツアー・追加公演

08月08日　天津　琉璃SPACE
08月09日　鄭州　Onion 葱頭俱樂部 Guest： 擱浅的草莓
08月10日　長沙　RIFF

### 主な出演イベント
- 2011年05月04日 - Niigata Rainbow ROCK Market 2011
- 2011年08月28日 - ARABAKI ROCK FEST.11
- 2012年02月27日 - The Rapture JAPAN TOUR 2012
- 2012年05月12日 - FM NORTH WAVE & WESS presents IMPACT!II(Powered By Radio WE!)
- 2012年06月03日 - SAKAE SP-RING 2012
- 2012年08月11日 - RISING SUN ROCK FESTIVAL 2012 in EZO
- 2012年08月23日 - TREASURE05X 2012 ～dream creator～
- 2013年05月20日 - The Birthday & MANNISH BOYS presents 『WEEKEND LOVERS'13』
- 2014年07月19日 - JOIN ALIVE 2014(「Heavenstamp with SPEEDER-X」として出演)
- 2014年12月31日 - EX THEATER TV Presents COUNTDOWN EX 2014 to 2015
- 2015年03月21日 - BEA×Zepp Fukuoka presents FX2015
- 2016年07月31日 - オハラ☆ブレイク '16夏
- 2018年10月6日 - ミナミホイール2018
- 2019年08月17日 - RISING SUN ROCKFESTIVAL 2019 in EZO
- 2023年01月31日 - Run High ＠ shibuya LUSH (WangDang Doodle, futures, yangdoe, Heavenstamp : DJ OKU, ちからファンク)
- 2023年04月10日 -  ||| s . e . v . e . r . a . l . s ||| - april daymare 2023 @ shibuya eggman (SpendyMily /BLVELY / Cuon / Heavenstamp)
- 2023年04月14日 - HIGHER GROUND @ shibuya LUSH (bedroom Punk/LAE(Lunch allowance earnings)/gugugugroup/Heavenstamp)
- 2023年06月08日 - shibuya LUSH 18th Anniversary!「LUSH!PUSH!PLAY!」(Pvri, Heavenstamp, Panorama Panama Town)
- 2023年07月06日 - RIS-707 “DANCE CULT” Release Party @ 渋谷チェルシーホテル (Heavenstamp / PLASTICZOOMS / RIS-707)
- 2023年07月25日 - ||| s . e . v . e . r . l . s ||| - mid-summer ice peak 2023 @ shibuya eggman - (SpendyMily , Hoach5000 , DIVE TO THE 2ND , Heavenstamp)
- 2023年09月22日 - <Really> @ 下北沢Daisy Bar - (HYLUL / Heavenstamp /  GoodMoon /(O.A) Unpleasants)
- 2023年09月25日 - /// y o u n t e /// @ shibuya eggman - (omeme tenten / pavilion / Heavenstamp)
- 2023年11月15日 - Crazy Beat Miracle Vibes Vol.2 @ 下北沢Club Que - (アイラブミー / しかのいちぞく / Heavenstamp)
- 2023年11月25日 - FS. 3rd Anniversary @ shibuya FS. - (zuni / RIS-707/ Heavenstamp / DJ. natsumi hirota)
- 2023年12月31日 - ///Newiee///_YEAR END PARTY HARDESS 2023 @shibuya eggman - (Heavenstamp w/15 artists)
- 2024年02月12日 - SoundPaak @ shibuya LUSH - (石井竜太(きょうりゅうず) / クイズ！！その場その場で！ / バンド四段 / Heavenstamp)
- 2024年02月18日 - The Venomous Rift in Humanity Tour（振替公演） @ 宇都宮HEAVEN’S ROCK - (Heavenstamp / DURAN )
- 2024年03月06日 - DaisyBar 19th Anniversary<Magic> @下北沢Daisy Bar - (D.Y.T / オトループ / Heavenstamp / April in 85)
- 2024年03月15日 - BARTAKE presents【GROOVING NIGHT】@仙台BARTAKE - ( al dente / くるぶしモニカ / 遠藤龍一 /  Heavenstamp )
- 2024年03月17日 - ヒラマミキオ×Heavenstamp @札幌Rolandgorilla
- 2024年04月03日 - DaisyBar 19th Anniversary <Deep> @ 下北沢Daisy Bar - (Shake’n Flake / BARBAR2 / 白神真志朗 / Heavenstamp / butterfly inthe stomach)
- 2024年04月05日 - “BANDWAGON” @ shibuya HOME - (ケンゴマツモト(The Novembers) / THE ANDS / Heavenstamp,DJ-ミヤオユウキ(discover))
- 2024年05月04日 - supernova @ shibuya LUSH - ( 秋元リョーヘイ(BandSet) / GoodMoon / Heavenstamp )
- 2024年05月10日 - Heavenstamp / zuni / アツムワンダフル(DJ) @ shibuya FS.
- 2024年05月19日 - Heavenstamp in Nagasaki Co-Presents by DJ MARK @ Nagasaki STUDIO DO! - ( 結芽乃 / Mura_halo / 月には行かない / Heavenstamp )
- 2024年07月19日 - 未踏ノ最果テ８ day1 @ 吉祥寺NEPO - ( BARBAR2 / Heavenstamp / KILLERBONZE / Paris death Hilton , 阿部文華/ ロットン瑠唯 )
- 2024年08月04日 - ”イトマンといっしょ” @ shibuya LUSH - ( YUMA12才&itomanizm / かおてぃっくDEドウシヨウモナイ / 秋元リョーヘイバンド / トニー大木&GGININDERS / Heavenstamp / ヤスエでんじゃらすおじさん )
- 2024年11月03日 - SparkleAge#7 @ shibuya eggman - ( おどるアナグマ  /アオギリ/ねぎ塩豚丼/AND CALL./SHACALANDA/IRIS MONDO/セブンス・ベガ/Navy HERETIC/NELKE/ミーマイナー/あるゆえ/Heavenstamp )
- 2024年12月13日 - Acoustic Live at LUSH - ( シュンタロウ&ナルミ（from Hello Sleepwalkers） / Heavenstamp )
- 2025月02月22日 - COME at Shibuya LUSH - ( 秋元リョーヘイ / Yokai Village / HEP BURN (from Hiroshima) / ニシナオキ / Heavenstamp )
- 2025年03月27日 - DaisyBar 20th Anniversary <Down> (白神真志朗 / zonji / NEIRRA / Heavenstamp)
- 2025年04月12日 - HANG OUT at Shibuya LUSH - ( Gokigenyo / BROCANTE / The Mighty Project / Laryssa Birdseye(from USA) / Heavenstamp )
- 2025年05月27日 - “GRIT MATCH” at GRIT(Shibuya) - ( winnie / BONE DAWN / Heavenstamp )

- 2025年09月07日 - “UP BEAT MUSIC Vol.4 × DigOut” at shibuya eggman ( Navy HERETIC(O.A.) / パキルカ / ハイドアウト / Viewtrade / Utakata / asayake no ato / anewhite / シナリオアート / Hello Sleepwalkers / Heavenstamp )

### インタビュー
- iLOUD(2010年12月)
- ナタリー(2011年5月)
- mfound(2011年5月)
- CINRA.net(2011年5月)
- TOWER RECORDS(2012年6月)
- eggman(2017年5月)
- Skream(2017年5月)
- JaME(2021年2月)
- AVO(2021年2月)
- SENSA(2024年9月)
- eggman(2025年4月)